# Кётлиц, Реджинальд
Ре́джинальд Кётлиц (англ. Reginald Koettlitz, 23 декабря 1860, Остенде — 10 января 1916, Крэдок) — британский врач и полярный исследователь. Происходил из семьи выходцев из Пруссии, в 1894 году натурализовался как британский подданный. Получил образование врача, в период 1885—1893 годов держал частную практику в графстве Дарем, где увлёкся геологией.
В качестве врача и геолога Кётлиц участвовал в экспедиции Джексона — Хармсворта на Землю Франца-Иосифа (1894—1897) под руководством Фредерика Джексона. Вернувшись из Арктики, участвовал в английской экспедиции в Эфиопию и Сомали (1898—1899) и в 1900 году совершил поездку в Амазонию. Благодаря поддержке Альфреда Хармсворта и Фритьофа Нансена получил место врача в Британской национальной антарктической экспедиции (1901—1904), проходившей под началом Роберта Скотта. Консерватизм руководства и плохие отношения с участниками экспедиции помешали Кётлицу в его научной карьере. После возвращения из Антарктиды он отошёл от исследовательской деятельности и в 1905 году переселился в Южную Африку, где и скончался.
После кончины Реджинальд Кётлиц был надолго забыт. Только в 2011 году вышла первая его биография, некоторые другие исследования его вклада в науку увидели свет в 2012—2013 годах. Архив, зооботанические, этнографические и геологические коллекции хранятся в Музее Дувра. В его честь назван остров Кётлица на Земле Франца-Иосифа, ледник Кётлица в Антарктиде и некоторые другие объекты.

## Становление
Семейство Кётлиц происходило из Кёнигсберга и владело поместьями в Гросс-Вальдеке; история рода, первоначально именовавшегося «фон Китлиц», может быть прослежена до XIV века. Дед Реджинальда — Иоганн Фридрих фон Кётлиц — родился в Тильзите, имел титул «Freiherr» и собственный герб. Однако после скандальной дуэли он был лишён титулов и званий, и, вероятно, после этого семья перебралась за пределы Германии. Иоганн Кётлиц растратил семейное состояние игрой в лотерею и на чужбине стал первым в роду, удостоенным звания пастора. Отец Реджинальда — Мориц Кётлиц — родился в 1816 году в Кёнигсберге, но большую часть жизни провёл в Бельгии, где служил священником. Неизвестно, где он познакомился со своей женой — английской подданной, урождённой Розеттой Энн Джейн, происходившей из Миддлсекса. Когда 23 декабря 1860 года родился Реджинальд, его отец служил в Остенде священником реформатской лютеранской церкви. Однако более глубоких изысканий провести невозможно, так как архивы Остенде были уничтожены во время Второй мировой войны. В конце 1860-х годов семейство перебралось в Дувр, к тому времени родились братья Реджинальда Морис, Роберт и Артур и сёстры Розетта и Элиза. Отец продолжал работать священником и помогал своей жене в управлении школой, расположенной в Хогаме. Кётлица-старшего современники описывали как чрезвычайно щедрого человека, готового прийти на помощь любому, кто попросит.
Старшие сыновья Морица Кётлица — Реджинальд и Морис — в 1873 году поступили в Дуврский колледж, но не слишком преуспевали в учёбе. В число предметов входили латынь, греческий, французский и немецкий языки. В 1876 году Реджинальд бросил колледж и получил должность в торговой фирме, причём по делам был командирован в Канаду. Осознав, что хочет быть исследователем и путешественником, он решил продолжить образование. В 1878 году Реджинальд был принят в больницу Гая в Лондоне, в которой на практике изучалась медицина. В медицинских предметах он быстро продемонстрировал большие успехи. Видимо, у Кётлица установились добрые отношения с начальством, поскольку именно этот госпиталь предоставил ему в 1901 году необходимые лекарства и инструменты для антарктической экспедиции. Кётлиц стал членом Королевского колледжа врачей, а продолжил образование в Эдинбургском университете, где получил звание лиценциата (LRCP Edinburgh). Занимаясь медициной в Эдинбурге, Кётлиц заинтересовался геологией, в которой совершенствовался самостоятельно.
С 1885 года Реджинальд Кётлиц стал практикующим врачом в деревнях Баттлноул, Вудланд и Нью-Копли графства Дарем, — крупного горнодобывающего центра того времени. Здесь он столкнулся с болезнями и нищетой местного населения, и его взгляды сделались заметно более левыми, чем у людей его круга викторианской эпохи. Кётлиц вступил в Оклендский союз борьбы с бедностью и служил там врачом на общественных началах. Он продолжал увлекаться геологией и составил большую коллекцию местных минералов. Фритьоф Нансен впоследствии писал, что для геолога-самоучки Кётлиц обладал огромными познаниями. В 1893 году Кётлиц был принят в ряды Палеонтологического общества. Совершая походы для сбора геологических образцов, врач также приобрёл навыки охотника и чучельника. Медицинская практика Кётлица была спокойной, однако его периодически привлекали для вакцинации в округе Хамстерли.
В 1891 году Кётлиц вступил в местное ополчение, будучи назначен врачом 2-го добровольческого батальона Даремской пехоты, а в 1893 году получил звание старшего лейтенанта. В связи с отъездом в Арктику в 1894 году он был уволен в отставку. В Баттлноуле Кётлиц вступил в масонскую ложу Барнард-Касл, впоследствии состоял в городских ложах Крэдока и Сомерсет-Иста, масонские символы были нанесены и на его надгробие.
В начале 1894 года Реджинальд Кётлиц решил изменить свой образ жизни; медицинскую практику он передал брату Морису (затем она перешла к племяннику — тоже Морису, — скончавшемуся в 1960 году). Совершив переезд из Дарема в Дувр на велосипеде, он поселился в доме родителей и стал искать вакансию в географической экспедиции. К тому времени семья приобрела солидную репутацию в медицинских и религиозных кругах. Это помогло Реджинальду в процессе натурализации: 9 июля 1894 года датирован сертификат о предоставлении ему британского подданства за подписью лично государственного секретаря Герберта Асквита. Именно в Дувре Кётлиц увидел объявление о вакансии в экспедиции Фредерика Джексона и через журнал «Ланцет» обратился к главному спонсору — Альфреду Хармсворту, после чего получил в готовящейся экспедиции должность врача и геолога.

## Три года на Земле Франца-Иосифа

### Сезон 1894—1895 годов
После принятия в штат экспедиции Кётлиц занялся подбором и закупкой провианта, рацион которого рассчитывался с учётом профилактики цинги — постоянного заболевания в полярных путешествиях того времени. Консультантом по составлению рациона был врач экспедиции Ли Смита 1881—1882 годов — У. Нил, который, как и Кётлиц, учился в больнице Гая и Эдинбургском университете. Его принципиальная позиция заключалась в том, что лучшим средством профилактики цинги является потребление сырого мяса и крови арктических животных.
Экспедиция Джексона — Хармсворта была поддержана Королевским географическим обществом. Экспедиционное судно «Виндворд» вышло из лондонского дока Сент-Кэтрин 11 июля 1894 года, причём в проводах участвовали лично сэр Клементс Маркем (бессменный президент Географического общества), адмирал Мак-Клинток и некоторые другие полярные исследователи. 31 июля «Виндворд», на протяжении всего пути боровшийся со штормами и туманами, прибыл в Архангельск. Здесь, а также в Хабарово, были приняты припасы и снаряжение, включая разобранную избу. Первоначально Джексон планировал воспользоваться базой Ли Смита, основанной в бухте Гавань Эйры на острове Белл. Из-за тяжёлых льдов зимовщики смогли высадиться 8 сентября на мысе Флора. Экспедиционная база получила имя «Элмвуд» (англ. Elmwood) — в честь резиденции главного спонсора Хармсворта. Она состояла из построенных на месте жилого дома, четырёх деревянных складов с парусиновой крышей, собачьей будки и конюшни. В работе по обустройству базы принимали участие абсолютно все, включая учёных и начальника. Из-за рано наступившей зимы «Виндворд» не смог вернуться, поэтому на зимовке остался 41 человек, а не 8, как предусматривалось планом. До конца ноября участники экспедиции жили в своих каютах и лишь после наступления полярной ночи перебрались в избу.
На зимовке Кётлиц столкнулся с авторитарным характером Джексона, который требовал письменного отчёта по мелочам и срывал плохое настроение на членах команды. Серьёзный конфликт между Джексоном, первым помощником Армитеджем и Кётлицем возник из-за того, как заставить судовую команду работать и лечиться от цинги: начальник экспедиции обвинил врача и своего заместителя в том, что матросы целые дни проводят в койках. Судя по дневнику Кётлица, Джексон постоянно страдал от инфекции в ушах, геморроя и невралгии, что не способствовало душевному равновесию; вдобавок он критиковал врача за применяемые методы и лекарства. Врач регулярно навещал судовую команду, но большинство матросов отказывалось выходить на мороз для физической разминки и брезговали мясом моржей и медведей. Несмотря на то, что команде выдавали лаймовый сок (по одной унции — то есть 28,4 мл — в день на человека, начиная с 23 сентября), на борту началась цинга. Уже в октябре большое беспокойство вызывало состояние здоровья капитана, что привело к падению дисциплины. Благодаря настойчивости Джексона, Армитеджа и Кётлица к марту 1895 года лишь двое матросов отказывались от свежего мяса, и именно они пребывали в тяжёлом состоянии. В июне 1895 года матрос Моатт скончался и был погребён на плато позади «Элмвуда».
Кётлиц на зимовке занимался зоологическими исследованиями и скрупулёзно описывал в журнале результаты вскрытия и разделки всех добытых охотниками животных и птиц, а также набивал чучела. Одним из экспериментов, проведённых врачом над собой, было поедание печени белого медведя, которой, как он выяснил, избегают чайки и другие обитатели Арктики. В результате Кётлиц получил отравление витамином А (о котором тогдашняя наука не имела понятия) и предельно точно описал его клинические симптомы. Кроме того, Кётлиц сшил маску для носа и лица и единственный не страдал от обморожений и солнечных ожогов. Начальник экспедиции считал, что ездовые собаки не слишком пригодны для полярных исследований, и делал ставку на пони, выносливость которых оценил во время путешествия по Северу России. По мере приближения весны Джексон и Армитедж начали выезжать на взятых с собой пони, приучая их к полной нагрузке. Кётлицу поручили ездовых собак, и к 1 марту он сшил 18 комплектов упряжи для нарт.
Во время весенних походов 1895 года Кётлиц оставался на базе, а 4 мая отправился на остров Гукера за геологическими образцами. Поскольку все пони были заняты Джексоном, врач оценил преимущество ездовых собак в экстремальных условиях, особенно на неровной местности и в рыхлом снегу, в который пони проваливались по брюхо. Несмотря на малый опыт, Кётлицу удалось поладить с упряжкой, а его ассистент Чайлд бежал на лыжах рядом. 1 июля 1895 года Кётлиц с Чайлдом и ботаником Фишером отбыли в геологическую экскурсию на мыс Гертруда. С вершины мыса экспедиционеры наблюдали 3 июля отплытие «Виндворда», а в последующие дни Кётлиц был занят исследованием песчаников и сланцев. Во время летних экскурсий он попытался обосновать полезность холодных купаний и охотно мылся в талых озерцах при температуре воды +37 °F и воздуха +45 °F (соответственно, +3 и +7 °C); холодные купания практиковались в его семье на родине.
После возвращения на базу 8 июня 1895 года между Джексоном и Кётлицем произошёл следующий инцидент: за ужином начальник спросил, сколько бы смог выдержать геолог выстрелов из сигнальной ракетницы с расстояния 20 шагов. Расценив этот вопрос как шутку, Кётлиц ответил, что дюжину. После этого Джексон вызвал его на улицу, поставил против скалы и стал расстреливать из ракетницы с расстояния 35 шагов, причём один из выстрелов опалил брюки. 11 июля Джексон в сопровождении пятерых членов команды — Армтитеджа, Бёрджеса, Фишера, Бломквиста и Чайлда — отплыл на вельботе «Мэри Хармсворт» (названном в честь жены спонсора) в сторону Земли Александры. Уже 15 числа Бёрджес из-за конфликта с начальником был заменён на Кётлица, причём Бёрджесу пришлось добираться до Элмвуда в одиночку; тот же путь в обратном направлении в одиночку проделал и Кётлиц. До 27 июля команда занималась исследованиями на мысе Грант. 28 июля разразился сильнейший шторм, в результате которого измученные полярники провели в шлюпке трое суток в открытом море; их спас только морской опыт Армитеджа. 11 августа отряд вернулся в Гавань Эйры, случайно открыв самую западную точку архипелага — мыс Мэри-Хармсуорт, и 13-го числа возвратился в Элмвуд.
Зимовка 1895—1896 годов проходила тяжело из-за конфликтов членов команды. Бёрджес был уволен и оставался на базе только потому, что его невозможно было вернуть на родину. Джексон общался с ним только через Кётлица. В полярную ночь температура иногда падала до −46 °F (−43 °C), и в такую погоду англичане не рисковали выходить из помещения. Кётлиц старался проводить рабочее время в конюшнях и на складах, где сортировал шкуры, продолжал набивку чучел (одних глупышей и гагар настреляли больше тысячи). Судя по дневнику доктора, скандалы во время зимовки приобретали затяжной характер и в результате участники могли не общаться друг с другом неделями. В обстановке полярной ночи самыми тяжёлыми были ночные вахты, причём Кётлиц взял себе самый спокойный период от 2 до 4 утра, когда мог без помех читать и заполнять свой журнал. Джексон тогда повздорил с Кётлицем после обсуждения причин цинги, врач решительно заявил, что подбор провианта для судовой команды не входил в его служебные обязанности, но он сделал всё, чтобы заставить экипаж «Виндворда» питаться свежим мясом. Джексон в конце концов заявил, что не желает более слышать об этих вещах. Хотя формально Рождество было днём отдыха, Кётлицу и Армитеджу приходилось каждые два часа снимать метеорологические показания, а врач к тому же вырвал зуб у повара Хейварда.

### Встреча с Нансеном и возвращение
К восходу солнца в феврале 1896 года экспедиция начала подготовку к выходу на север. Кётлицу пришлось приложить много усилий, чтобы привести в форму собак, которые дрались между собой и на которых нападали медведи. Собак стали вновь приучать к нартам, нагрузка на которые в течение месяца постепенно доводилась с 200 до 600 фунтов. 28 февраля астроном Армитедж и Кётлиц наблюдали полное лунное затмение, зарисовки которого сохранились в журнале доктора. Перед выходом Джексон составил инструкцию Кётлицу, к которому переходили в его отсутствие полномочия начальника экспедиции. По О. Джонсу, этот документ примечателен как тем, какие вопросы Джексон считал важными для нормального функционирования команды, так и степенью формализма в экспедициях того времени.

Доктору Кётлицу, эсквайру, и проч.

За время моего отсутствия Вам передаётся исключительная ответственность за экспедицию и её деятельность в Элмвуде. Я возлагаю на Вас полномочия действовать по-прежнему и осуществлять те работы, как указанные мною, так и иные, которые будут направлены на благополучие экспедиции. Я ожидаю повиновения Вам каждого участника партии, поддержки во всём и исполнения Ваших указаний; я не сомневаюсь, что они с большой охотой проделают это.

Фредерик Дж. Джексон, начальник полярной экспедиции Джексона — Хармворта.

Спокойного весеннего сезона не получилось. 20 марта Кётлиц добыл своего первого медведя, а в дальнейшем они появлялись практически каждый день; доктор застрелил четыре крупных экземпляра и сохранил их пенисы в доказательство своей охотничьей доблести. 26 марта поссорились рабочий Чайлд и ботаник Фишер, поскольку Чайлда обвинили в бытовой нечистоплотности (поводом послужило то, что он разлил чернила). Кётлиц сначала пытался увещевать Чайлда, но когда тот отказался повиноваться, доктор избил его, что и зафиксировал в дневнике. Примечательно, что это весьма подняло авторитет Кётлица в команде, хотя Чайлд не смог есть горячий пудинг вечером, поскольку доктор разбил ему челюсть. Психологическая обстановка на базе после инцидента 26 марта была вполне благоприятной. Джексон и Армитедж вернулись из похода 13 апреля.
17 июня 1896 года, после ужина, Армитедж пошёл с биноклем на сопки, высматривая приход экспедиционного судна. Вернувшись в избу, он спросил: «Все на месте?» Увидев, что все члены команды перед ним, он пояснил, что видел на льду человека. Джексон и Кётлиц ему не поверили и, выйдя на воздух, увидели движущуюся фигуру примерно в трёх милях к юго-востоку. Основных версий было три: кто-то из экипажа промыслового судна, потерпевшего крушение; кто-то из экипажа «Виндворда» (который также мог пойти ко дну); или Нансен. Последнее было сочтено самым невероятным. Наконец, Джексон заявил, что кто бы это ни был, он обязан встретиться с ним первым. Кётлиц тогда нёс кухонную вахту и командира сопровождать не стал, а Армитедж забрался на крышу и страховал Джексона. Это действительно оказался Нансен, который со своим помощником Йохансеном попытался в 1895 году достигнуть Северного полюса на собачьих упряжках. С августа 1895 до мая 1896 года норвежцы зимовали в землянке на острове Джексона, до которого англичане не дошли в марте буквально несколько миль. 7 августа норвежцы и четверо англичан покинули мыс Флора, взамен прибыли биолог Уильям Брюс и Дэвид Уилтон (последний был британским консулом в Архангельске и много помогал снаряжению экспедиции).
Последняя зимовка вновь была очень тяжёлой, и снова из-за конфликтов в команде. Джексон ревновал к достижениям Нансена и стремился их превзойти. Он вновь вернулся к занимавшей его теме цинги, поскольку Нансен сообщил англичанам свою теорию, что болезнь является следствием отравления веществами, накапливаемых в плохо изготовленных консервах. Поэтому Джексон приказал Кётлицу производить освидетельствование содержимого каждой консервной банки после её вскрытия. Эту практику Кётлиц и Армитедж потом ввели в первой экспедиции Скотта в Антарктиде. Дипломат Уилтон оказался хорошим лыжником, и, к удовольствию Кётлица, они могли совершать дальние экскурсии. Тогда же Джексон, Кётлиц и Брюс сшили палатку принципиально новой конструкции на основе трёхлетнего опыта санных походов. Это была коническая конструкция, раскрывавшаяся, как зонт. Брюс во время своей антарктической экспедиции 1902—1904 годов именовал её «палаткой Кётлица». 15 марта 1897 года на север выступили Джексон и Армитедж; нарты были запряжены 13 собаками и единственной оставшейся лошадью. О достижении полюса не могли идти и речи, и Джексон попытался обследовать западные острова архипелага. В отсутствие начальника экспедиции и его помощника Брюс, Кётлиц и Уилтон могли совершать только короткие лыжные экскурсии. Без Джексона атмосфера на базе была почти безмятежной, и позднее Брюс попытался воспроизвести «научное братство» в своей собственной антарктической экспедиции. К 1 мая припасов у Джексона и Армитеджа должно было остаться всего на неделю, поэтому Кётлиц с Брюсом нагрузили на сани 500 фунтов провианта и выступили на их поиски. Оказалось, что на морском льду, стоя на лыжах, можно буксировать нарты без изнеможения. Через 36 часов путешественники прибыли в Гавань Эйры на острове Белл и обнаружили там оголодавших и измученных Джексона и Армитеджа. Из-за непогоды все смогли возвратиться только 8 мая.
«Виндворд» подошёл к мысу Флора 22 июля, привезя приказ Хармсворта завершать экспедицию, и следующие две недели зимовщики и судовая команда паковали всё имущество, зооботанические и геологические коллекции. 6 августа команда в полном составе покинула остров. Несмотря на штормы, 3 сентября 1897 года все благополучно вернулись в Лондон, пробыв в Арктике три года и два месяца. Среди встречавших был доктор Уильям Нил, который консультировал Кётлица перед отправлением и помог предотвратить заболевания цингой.

### После возвращения
После возвращения в Англию Кётлиц сосредоточился на подготовке обзорного доклада по геологии Земли Франца-Иосифа для Королевского Географического общества. Ему предшествовали отчёты и статьи, отправленные с «Виндвордом» в 1895 и 1896 годах. Однако предыдущие сообщения подверглись критике Э. Ньютона и Дж. Тилла — авторитетных в те времена членов Общества, поскольку они не верили в существование на Земле Франца-Иосифа юрских отложений. Отсутствие профессионального образования у Кётлица также работало против него. В конце концов окончательный доклад прочитал именно Ньютон, произошло это в заседании 22 июня 1898 года. 30 октября результаты исследований Кётлица высоко оценил в частном письме Фритьоф Нансен и поддержал шведский геолог Альфред Натгорст. В итоге мнения членов Географического общества разделились, и когда спустя 18 месяцев на одном из заседаний было выдвинуто предложение наградить Кётлица, меморандум об этом был забаллотирован. Не желая возвращаться к рутинной практике врача, Кётлиц зарабатывал себе на жизнь лекциями об экспедиции Джексона — Хармсворта и стремился немедленно завербоваться в следующую экспедицию. Он выступил в своём Дуврском колледже, прочитал публичную лекцию для горожан в Норманн-холле, был принят в Шотландском и Манчестерском географическом обществе.

## Между Арктикой и Антарктикой

### Путешествие в Эфиопию
Следующей экспедицией, в которой принял участие Кётлиц, стало предприятие Герберта Вельд-Бланделла, который с мая по ноябрь 1898 года сопровождал миссию капитана Гаррингтона в Аддис-Абебу. После возвращения он планировал собственную экспедицию, которая должна была обследовать регионы Эфиопии и Сомали, не посещавшиеся ранее белыми людьми, и собрать зоологические и геологические коллекции. В экспедиции участвовали семеро европейцев, в том числе сам Г. Вельд-Бланделл, Кётлиц в привычной ему роли врача и геолога, племянник Вельд-Бланделла — лорд Ловат, чучельник Харвуд и дворецкий, назначенный начальником лагеря. Участники экспедиции собрались в конце ноября 1898 года в Адене, куда добирались самостоятельно. Здесь были приняты необходимые припасы и наняты слуги и охранники. 6 декабря экспедиция выступила из Берберы в Харар. Караван состоял из 35 верблюдов и мулов, 18 погонщиков, 10 слуг и 4 солдат-суданцев — участников битвы при Омдурмане. Европейские участники экспедиции передвигались на пони и ослах, кроме того была взята отара овец для корма и как приманка для львов.
Пока экспедиция снаряжалась, Кётлиц обнаружил в гавани вид ранее неизвестного моллюска, который затем был назван в его честь Sepia Koettlitzi. Навыки врача понадобились уже на следующий день после отправления, когда одного из погонщиков ужалил скорпион. Маршрут экспедиции оказался проложен столь удачно, что её участники добыли 520 экземпляров одних только птиц, представляющих 299 видов, в том числе 11 видов было открыто заново. Однако животное изобилие имело оборотную сторону: однажды ночью неожиданно появился леопард, схватил овцу и сбежал прежде, чем спохватилась охрана лагеря. Кётлица больше всего интересовало геологическое строение страны, через которую они проезжали, а также грандиозные термитники, напоминающие обелиски. К 22 декабря команда достигла границы Эфиопии и Британского Сомали. Чрезвычайно успешный с научной точки зрения поход разочаровал его организатора, поскольку Вельд-Бланделл не добыл ни одного зверя из «большой пятёрки». Далее экспедиция пришла в Фиамбиро, где Кётлиц собирал геологические образцы, а начальник рассчитал сомалийцев с верблюдами, поскольку дальнейшая местность не годилась для их передвижения. Здесь англичане встретились с агентом Маккилви, знатоком эфиопского языка, который в течение 37 лет вёл жизнь эфиопа. Кётлиц даже побывал в доме Маккилви, у которого было несколько жён и 9-месячный ребёнок, совершенно белый. Маккилви провёл караван до Харэра. 31 декабря англичане покинули Харэр и двинулись в горы до Аддис-Абебы. Чуть раньше, 29 декабря, Кётлиц с оказией отправил письмо брату Морису, которое, по словам О. Джонса, представляло собой характерный образец викторианского восприятия Африки. В письме описывались и специфические медицинские практики: Кётлиц писал, что не принимал специальных мер против лихорадки, однако использовал аппарат для пастеризации воды, не доверяя фильтрам Бланделла.
Прибыв на Черчерское озеро (в горах Ахмар-Хараре), Вельд-Бланделл интенсивно занялся орнитологией и энтомологией. Когда коллекции были пополнены, караван двинулся вдоль линии Харарского телеграфа, построенного немцами по приказу императора Менелика. Телеграфные станции могли находиться на расстоянии 2—3 дней пути друг от друга, и линия часто выходила из строя. Из-за необычайной жары путешественники могли передвигаться только по ночам. Кётлица в этих местах интересовали вулканические кратеры и следы недавней геологической активности в окрестностях города Годобурка.
Перевалив через плато, экспедиционеры, наконец, достигли Аддис-Абебы, которая произвела на Кётлица гнетущее впечатление. В столице Эфиопии путешественники задержались, поскольку для дальнейшего передвижения требовалось получить разрешение императора, а тот пребывал примерно в 180 милях к северу. Кётлиц воспользовался задержкой, чтобы обследовать священную гору Зукала, и, вероятно, стал первым западным европейцем в этих местах. Это привело к забавному казусу: местные священники, допустившие его к созерцанию паломничества и обряда экзорцизма, решили проверить, является ли он христианином. На «экзамене» ему показывали иконы и священные реликвии, и когда предложили двойную икону с изображением Богородицы и Св. Георгия, побеждающего дракона, Кётлиц заявил, что Св. Георгий является покровителем Англии. В доказательство, он извлёк золотой соверен, где был отчеканен святой, что привело эфиопов в восторг. После этого, по его же словам, доктор получил неограниченный доступ к церковным святыням. В Аддис-Абебе Кётлиц изучал горячие источники и зафиксировал, что температура в одном из них равнялась 170 °F (76,7 °C); он также описал традиционные методы водолечения эфиопов. 2 марта 1899 года вернулся Вельд-Бланделл с императорским разрешением следовать до Голубого Нила, и группа немедленно двинулась на запад. Путь шёл через территорию народа галла, недавно подчинённого эфиопской империей. В Менди экспедиция была задержана войсками местного губернатора Деджаджа Демиса, который должен был подтвердить разрешение на проезд. Задержка длилась почти три недели. Наконец, путники достигли Фамаки — форпоста Англо-Египетского Судана.
Дальнейший путь лежал к берегу Нила. В Сеннаре англичане погрузились на канонерку и, испытав очередную задержку из-за падения уровня реки, 1 июня добрались до Хартума. Комендант — полковник Максвелл — поселил путешественников во дворце халифа. Далее путешественников погрузили в туземную лодку и отконвоировали к Атбаре, откуда пароходом все добрались до Каира. 18 июня 1899 года Кётлиц на пароходе «Британия» отплыл из Суэца и 8 июля прибыл в Ливерпуль. Африканская экспедиция была высоко оценена Королевским географическим обществом. Кётлиц и Вельд-Бланделл опубликовали по результатам путешествия несколько статей.

### Антарктические планы
Благодаря докладу в Географическом обществе совместно с Вельд-Бланделлом, Кётлиц смог выйти на сэра Клементса Маркема, который в тот период интенсивно занимался организацией британской экспедиции в Антарктиду. Так Кётлиц попал в число кандидатур на должность в научном отряде. Его кандидатура также активно лоббировалась Альфредом Хармсвортом и сэром Арчибальдом Гейки. Наконец, весной 1900 года Маркем назначил Кётлица врачом экспедиции с дополнительными обязанностями химика и геолога. Впрочем, в своём письме Географическому обществу он писал, что у Кётлица «ум работает довольно медленно и нет чувства юмора; с другой стороны, он настойчив и упорен». К июню 1900 года были заполнены и остальные вакансии, одну из которых занял Альберт Армитедж — коллега Кётлица по экспедиции Джексона — Хармсворта.
Ранее, в марте 1900 года, Клементс Маркем включил Кётлица в комитет экспертов, которые должны были помогать снаряжению экспедиции. Возглавлял его сэр Альберт Маркем — выдающийся полярник, двоюродный брат президента Географического общества, в комитет входил и Джозеф Листер. Ранее, когда перед Кётлицем поставили вопрос о подборе провианта и борьбе с цингой, он обратился к Фритьофу Нансену, отправив ему письмо ещё 9 января 1900 года. Нансен ответил 27 февраля, подробно расписав количество твёрдой пищи, потребной каждому человеку на зимовке и при переходах, калорийность и прочее.
В 1899—1900 годах Кётлиц не имел постоянных источников дохода и жил в доме своих родителей. Чтобы немного заработать перед началом антарктической экспедиции, он нанялся судовым врачом на пароход Sobralense компании Red Cross Line. Рейс пересекал Атлантику и поднимался до Манауса по Амазонке. Кётлица интересовала Амазония, и он оставил комитет Национальной антарктической экспедиции к великому разочарованию сэра Маркема.

### Амазония
Плавание Кётлица на Sobralense не являлось научной экспедицией. В 1900-е годы благодаря «каучуковой лихорадке» и особенностям водного режима на Амазонке океанские грузопассажирские суда могли доходить не только до Манауса, но и до Икитоса. Кётлиц сел на пароход в апреле 1900 года, рассчитывая, что его обязанности не будут обременительными. Переход через Атлантику занял 10 дней, далее пароход пробирался через песчаные отмели к Пара. Кётлица в равной степени интересовала тропическая природа (он собирал коллекцию насекомых) и жизнь и быт каучуковых старателей на плантациях — участках леса, на которых имелось примерно 100 каучуковых деревьев; он старался не только описывать, но и фотографировать поразившие его явления. Удручающее впечатление произвели на него плантации какао. Сравнивая свои впечатления от долины Нила, Кётлиц писал в дневнике, что Амазонка имеет гораздо больший объём воды, берега её покрыты неприступными джунглями, что контрастирует с возделываемыми на протяжении тысячелетий берегами африканской реки. Манаус на этом фоне производил сильное впечатление, поскольку был застроен каменными зданиями, имел электрическое освещение и даже трамвай. Поскольку в городе господствовали британские и американские компании, Кётлиц, вероятно, рассчитывал обеспечить доходное вложение капитала без больших рисков. Пока Sobralense грузился на обратный путь, Кётлиц на паровом катере и каноэ совершил поездку по Рио-Негро. После захода в Пара пароход через Нью-Йорк вернулся в порт приписки. Во время морского перехода Кётлиц стремился собирать коллекцию рыб и птиц для Шотландского географического общества, перед которым отчитался после окончания рейса. Свои впечатления он описал в статье, опубликованной в «Шотландском географическом журнале».

## Экспедиция на «Дискавери»

### Снаряжение и подготовка
Пока Кётлиц находился в плавании на Амазонку, вокруг снаряжения антарктической экспедиции ширились скандалы, связанные с границами полномочий военно-морского ведомства и Королевского общества. Тем не менее Маркем добился строительства специального экспедиционного судна — «Дискавери», которое было заложено в Данди в марте 1900 года. Кётлиц после возвращения по-прежнему был включён в комитет по планированию и старался поддерживать связь с Нансеном. Маркем настаивал на руководстве со стороны военно-морского флота и пролоббировал на должность начальника экспедиции Роберта Скотта. Кётлиц, очень рассчитывавший на должность геолога, был весьма разочарован, узнав, что с 26 мая 1900 года зачислен на ставку судового врача и биолога, ответственного за исследование бактерий и фитопланктона. Тем не менее его назначение активно поддерживалось Нансеном, сэром А. Гейком, а также А. Хармсвортом. Последний в обмен на спонсорскую и информационную поддержку в своих изданиях настоял на участии в экспедиции и Кётлица, и Армитеджа. Жалованье Кётлица составило 400 фунтов стерлингов, а у его ассистента Уилсона — 200 фунтов. Для сравнения, начальник экспедиции Скотт получал 865 фунтов, столько же Армитедж, Шеклтон — 250 фунтов, а рядовые моряки — всего 55 фунтов стерлингов. В это же время Кётлица поддержала его бывшая alma mater — больница Гая, в которой ему были приготовлены наборы медикаментов и необходимых инструментов.
Судя по всем свидетельствам, снаряжение экспедиции было весьма затруднено из-за принципиально разных подходов её участников к планированию. Вопреки мнению Армитеджа и Кётлица, Маркем и Скотт отрицательно относились к ездовым собакам. Президент Географического общества писал профессору Грегори — главному научному консультанту:

Собаки полезны, когда они хорошо питаются; [они лучше всего подходят] эскимосам на гладком льду побережья Гренландии и сибирякам с их тяжёлыми снегами. Они также могут использоваться для коротких экскурсий по гладкому льду в арктических путешествиях. Для настоящей полярной работы они хуже, чем бесполезны, и их использование — это ужасная жестокость.
Клементс Маркем имел в виду то, что Роберт Пири и Фритьоф Нансен использовали ездовых собак не только как транспортное средство, но и как корм своим собратьям и людям — участникам экспедиции. Он также был противником лыж и утверждал, что доблестные британские моряки смогут обойтись «без всяких новомодных ухищрений». Кётлиц немедленно извещал Нансена обо всех инсинуациях. Самое критическое письмо он отправил 8 декабря 1900 года, прямо заявляя в нём о некомпетентности лиц, ответственных за подготовку и планирование. Особенно его возмущало, что Маркем и Скотт нехотя согласились взять только 20 ездовых собак, и то лишь после настоятельных уговоров Нансена. Не менее сложным был вопрос о цинге, поскольку Кётлиц, Армитедж и Нансен настаивали на употреблении всей командой свежего мяса, полученного на охоте, не полагаясь только на консервы и лаймовый сок.

### Женитьба
Весной 1901 года Кётлиц перебрался в Лондон, и в его жизни произошла существенная перемена. В Дувре 40-летний врач познакомился с 38-летней француженкой Мари-Луизой Бутё, родом из Кале, которая уже несколько лет жила в Британии. 2 марта 1901 года в Челси состоялась церемония бракосочетания, свидетелем стал Эрнест Шеклтон, ожидавший назначения на «Дискавери».

### Антарктида

#### Кётлиц и Скотт
6 августа 1901 года, после долгих проводов и визита королевской четы, экспедиция вышла в море, направляясь в Новую Зеландию. Начало экспедиции показало, что «Дискавери» отличается плохими мореходными качествами, из-за чего сильно затягивался переход до цели и пришлось сокращать океанографическую программу. Переход через Атлантику, с заходом на Мадейру и Тринидад, тяжело дался Кётлицу из-за его склонности к морской болезни. В Кейптауне произошёл конфликт с начальством: уволился глава научной группы Джордж Мюррей, передав свои полномочия Кётлицу, однако Роберт Скотт возложил на себя руководство и научными исследованиями. В Новой Зеландии Кётлиц смог осмотреть достопримечательности, съездил в маорийское племя и даже дал четыре публичных выступления. В письме брату он особо останавливался на том, что в отдалённых колониях классовые барьеры ощущались не так жестоко, как в метрополии. На крайний Юг экспедиция отправилась на Рождество.
При переходе к Барьеру Росса Кётлиц по-прежнему страдал морской болезнью, но заставлял себя исполнять профессиональные обязанности и отстреливал образцы морских птиц, а также собирал образцы планктона сеткой. Льды изобиловали пингвинами, а среди разводий были замечены тюлени и касатки. Пока «Дискавери» был остановлен ледовыми полями, Кётлиц и Армитедж испробовали лыжи; но командир крайне скептически относился ко всем их инициативам. Антарктическое побережье увидели 30 января 1902 года. Из-за того, что навыки Кётлица как геолога игнорировались начальством, главными проблемами, встававшими перед ним, были медицинские. Уже в начале антарктического лета, в октябре 1902 года, в экспедиции началась цинга. Из офицеров были поражены Феррар, Кросс и Хелд. Кётлиц к тому времени придерживался теории, что цинга вызывается «птомаиновым отравлением», при котором резко возрастает кислотная среда организма. Он продолжал настаивать на необходимости охоты и снабжения людей свежим мясом, тем более, что тюлени и пингвины на месте зимовки водились в изобилии. Поскольку медицинское обследование было проведено, когда Р. Скотт находился в разведывательном санном походе, Армитедж своей волей приказал увеличить выдачу фруктово-овощных консервов и распорядился начать охоту и готовить свежее мясо каждый день. Кётлиц стал выращивать под стеклом из привезённых семян горчицу и кресс-салат для снабжения экипажа, о чём писал в дневнике и Скотт, в целом редко упоминавший судового врача. Примечательно, что Кётлиц пытался делать некое подобие гидропоники (семена помещались на пропитанную водой и химикатами фланель), но лучший результат дала антарктическая почва. После наступления полярного дня Кётлиц ухитрялся выращивать салат, редис и лук-порей. Изначально это был биологический эксперимент для проверки свойств антарктических грунтов, однако его результаты имели гораздо большее значение для здоровья команды. Тем не менее во время первой попытки достижения Южного полюса вспышка цинги произошла у её участников — Скотта, Шеклтона и Уилсона. Были и другие проблемы: один из участников команды — Форд — получил трещину в голени, механик Скелтон заболел бери-бери, Кётлицу также пришлось удалять кисту у Ройдса — по-видимому, это была первая в Антарктиде хирургическая операция .
Кётлиц общался со Скоттом в неформальной обстановке — оба были неплохими шахматистами и боролись за первенство в экспедиции, однако командир раздражался, если доктор выигрывал. В дневнике командир назвал своего врача «добродушным тупицей». На судне поддерживались военно-морские порядки: так, каждое воскресенье проводили аврал и смотр на верхней палубе, что увеличивало угрозу обморожений. По воскресеньям проводились богослужения, на которых Ройдс играл на фисгармонии, а Кётлиц — сын священника — читал молитвы. В общем, отношения врача и команды не ладились: он был замкнут, не разделял развлечений в кают-компании, и к тому же рядовых раздражали ежемесячные исследования крови. Кроме того, Кётлиц никого не пускал в свою лабораторию, что изумляло даже давно знавшего его Армитеджа. Кётлиц был оскорблён, что в санную партию Южного полюса не был включён ни один лыжник с полярным опытом из членов экспедиции, при том что таких было трое — он сам, Армитедж или Бернакки. В судовой библиотеке не было книг Нансена, хотя у Кётлица был экземпляр «„Фрама“ в Полярном море» с автографом автора. Армитеджу с большим трудом удалось перевести на мясную пищу собак, которые всю зиму питались сухарями и консервами, были плохо обучены и находились в скверной физической форме. Обиды усугублялись насмешками в кают-компании. В издаваемой Шеклтоном рукописной газете South Polar Times Кётлица (его называли «Cutlets», по созвучию с английским названием отбивной) вывели как человека странного, нелюдимого и неуклюжего, а публикуемые там же карикатуры были откровенно оскорбительными.

#### Экскурсии Кётлица и эвакуация Шеклтона
23 сентября 1902 года Кётлиц, Бернакки и плотник Дайли начали 10-дневную экскурсию в горы, окружавшие с запада остров Росса. Весна ещё не началась, температура падала до −53 °F (−47 °C), но эти условия были пережиты совершенно по-другому, чем в партии, возглавляемой Скоттом. Участники вылазки открыли острова Браун и Блэк, окаймляющие выход огромного ледника, получившего имя врача. На острове Блэк 27 сентября они разбили лагерь, а Кётлиц изучал каналы между ледником и островами. 2 октября все благополучно возвратились. Роберт Скотт, однако, не сделал никаких выводов из их успешного похода. 3 ноября, когда Скотт был в походе на крайний Юг, группа Кётлица, Скелтона и Хэйра совершила экскурсию в бухту Эребус, чтобы узнать, имеется ли там колония пингвинов. Они исследовали обрыв ледника Эребус, но пингвинов не обнаружили. 5 ноября все благополучно вернулись. Далее Кетлиц и Армитедж отправились к Западному нагорью, предполагалось открыть удобный путь во внутренние области материка. В группе Армитеджа было 11 человек, включая Скелтона и Уайлда. Партия Кётлица должна была их снабжать и страховать, доктору было подчинено 8 человек. Стартовали они 29 ноября, Кётлиц шёл в авангарде, должен был передать свои припасы Армитеджу и возвратиться после трёх недель похода. Поход Армитеджа продолжался до 18 января 1903 года. Кётлиц, который вернулся ещё 28 декабря предыдущего года, уже на следующий день вместе с Ферраром — главным геологом экспедиции — и Ходжсоном совершил путешествие к острову Блэк, которое длилось до 8 января. Даже Скотт впоследствии признавал значимость этих экскурсий; общая их продолжительность составила 81 день.
18 февраля группа Скотта, Уилсона и Шеклтона вернулась из попытки разведать подходы к Южному полюсу. История отставки и эвакуации Шеклтона в отчёте Скотта занимала ровно один абзац, однако с политической точки зрения это была очень сложная история, в которую оказались вовлечены и Кётлиц с Армитеджем. Хотя формальной причиной увольнения было тяжёлое состояние здоровья, Р. Хантфорд писал, что Скотт, собираясь оставаться ещё на одну зимовку, стремился избавиться в экспедиции от гражданских лиц. Более того, в сохранившейся переписке Армитеджа содержатся сведения, что по мнению Кётлица Уилсон находился во много худшем состоянии и нуждался в постельном режиме. Скотт очень жёстко поставил перед Кётлицем вопрос, сможет ли лейтенант Шеклтон немедленно приступать к исполнению своих обязанностей, и в результате его заключение стало окончательным формальным основанием увольнения ирландца. При этом по условию контракта Скотт не мог уволить Армитеджа, Кётлиц также остался до конца, несмотря на недовольство царящими в экспедиции порядками.
Вторая антарктическая зимовка прошла в напряжённой работе по подготовке к походам следующего года, причём Армитеджу удалось настоять на питании свежим мясом, обучению ходьбе на лыжах и проведению хоккейных матчей. Благодаря принятым мерам, заболевших цингой больше не было. Кётлиц продолжал скрываться в своей лаборатории, прозванной на борту Inner Sanctum (игра слов: одновременно «святая святых» и «уединённое убежище»). Несмотря на его недовольство от шуток и розыгрышей, он всё-таки дал интервью для South Polar Times, которое только добавило пищи для насмешек. Во время второго антарктического лета ни Кётлица, ни Армитеджа не включали в санные отряды.

## Последние годы жизни

### Возвращение и эмиграция
После 40-дневной операции по вызволению «Дискавери» изо льда экспедиция 19 февраля 1904 года двинулась в Новую Зеландию, а после ремонта — в Англию. Кётлиц высадился в бухте Порт-Росс 14 марта 1904 года и даже совершил вместе с Ройдсом поездку на Северный остров продолжительностью 22 дня. Больше всего ему понравилось озеро Роторуа. По мнению Г. Гали и О. Джонса, для Кётлица это было время раздумий над дальнейшей жизнью. Три года в Антарктиде были проведены практически впустую. Кётлиц, оскорблённый социальным снобизмом в кают-компании (не помогло даже его масонство), принципиально отказался что-либо писать и публиковать, включая даже свои научные наблюдения. Разочарование было столь велико, что он писал брату Морису, что лучше бы принял предложение Уильяма Брюса и участвовал в его Шотландской экспедиции; Нансен, с которым он при первой же возможности списался, также был недоволен результатами английской экспедиции. Тем не менее Кётлиц отправился на родину на «Дискавери» через Пунта-Аренас и Фолкленды. Находясь посреди Атлантики, он написал ещё одно письмо Нансену, где отмечал, что, несмотря на недовольство сотоварищами, результаты его собственной работы значительны. Его коллекция включала 540 единиц животных и растений Антарктиды и 288 образцов планктона, а кроме того была накоплена огромная база медицинских обследований команды на протяжении трёх лет. Однако в официальный отчёт экспедиции ничего из этого не вошло.
После возвращения в Англию офицеры экспедиции были награждены Полярной медалью с пряжкой «АНТАРКТИКА 1902—04», в число награждённых вошёл и Кётлиц, который помимо этого был удостоен Специальной антарктической медали в серебре от Королевского географического общества (реплики золотой медали, учреждённой специально для Скотта). Врач участвовал в нескольких торжественных мероприятиях, но уже не скрывал, что они его тяготят. Кроме того, ему следовало скорейшим образом устроить своё будущее: он был женат и должен был содержать семью. Лучшим вариантом было бы вновь принять медицинскую практику. Вернувшись в родной Дувр, Кётлиц получил от Маркема и Скотта разрешение читать лекции об экспедиции. Одна из таких лекций была прочитана в большом зале ратуши и была замечена в местной прессе Дувра и графства Кент. Среди прочего, Кётлиц выступал перед публикой в полярном одеянии и даже демонстрировал цветные диапозитивы (они не сохранились, и судьба их неизвестна). Эрнест Шеклтон, собираясь в собственную экспедицию к Южному полюсу, предложил Кётлицу войти в её состав. Доктор согласился, однако в одном из писем Нансену от 1913 года вспоминал, что затем что-то произошло и о его существовании «забыли». Далее семейные заботы перевесили всё остальное: жена Кётлица — Луиза — потеряла при родах единственного ребёнка и была согласна следовать за мужем куда угодно, но не отпускать его одного. Кётлиц в тот период выбирал между Новой Зеландией и Канадой (с 1901 года он владел участком земли в Британской Колумбии). Наконец, в начале 1905 года Кётлицу предложили общую практику в Южной Африке, в округе Сомерсет-Ист на ферме в Дарлингтоне. Этот регион был заселён преимущественно бурами, и Кётлиц считал, что сможет с ними поладить благодаря знанию немецкого языка.

### Южная Африка
22 июня 1905 года Кётлиц был зарегистрирован в Medical & Pharmacy Register как врач и фармацевт, после чего мог отправляться. В Капскую колонию он отбыл, не успев получить награду от Королевского географического общества, которую ему в итоге отправили по почте. Дарлингтон в ту пору был пограничным форпостом, где имелась школа Лондонского миссионерского общества, почтовое отделение и часовня. У Кётлица спрашивали, почему он избрал глухое даже по африканским меркам место, на что доктор ответил, что хотел «отдыхать под солнцем». Кётлиц наладил отношения с местными жителями и даже вступил в местную масонскую ложу, а его пациенты ценили его за опыт и тщательность ухода. Из-за бедности Кётлиц был вынужден заняться сельским хозяйством, в чём ему всецело помогала жена. Они стали разводить страусов и ангорских коз, однако к тому моменту, когда подросло поголовье, началась война и цены упали. Таким образом, последнее деловое предприятие Кётлица закончилось неудачей, как и все остальные. Далее он был избран мировым судьёй, депутатом Законодательной ассамблеи, состоял в школьном попечительском совете и поднялся до звания окружного врача.
Согласно О. Джонсу, Кётлиц, несмотря ни на что, не оставлял полярных планов и поддерживал переписку с Географическим обществом и Нансеном и Шеклтоном. Вероятно, он был разочарован своим решением переехать, но объективно обстоятельства сложились так, что он никогда не смог расстаться с местом провинциального врача. О бедности и разочаровании он сообщал и Нансену. Когда появились известия о полярной гонке Скотта и Амундсена, Кётлиц был на стороне своих соотечественников и возложил ответственность за гибель Скотта на норвежцев.
После начала Первой мировой войны Кётлицу удалось приобрести более доходную практику у доктора Дж. Маккинона, который уходил на фронт. Чета Кётлицев перебралась в Сомерсет-Ист, где её доходы существенно возросли, а Луиза Кётлиц смогла вести более активный образ жизни. Вскоре её поразило сердечное заболевание. В январе 1916 года, всего через шесть месяцев после переезда, Кётлиц заразился дизентерией, что совпало с резким ухудшением состояния его жены. 5 января 1916 года они получили телеграмму доктора Бремера из Крэдока о согласии на госпитализацию Луизы. Кётлиц к тому времени был так плох, что из госпиталя прислали сестру Томпкинс и отправили обоих на санитарном поезде: телеграммы послали и оплатили дорогу местные масоны. Судя по медицинским заключениям Бремера, Реджинальд и Луиза Кётлиц умерли 10 января 1916 года с разницей в два часа — она от сердечной недостаточности, он от острой дизентерии.

## Память
Кончина Кётлица в 1916 году не осталась незамеченной в прессе, некрологи разместили газеты Южной Африки, Англии и Австралии, а также «Ланцет» и «Географический журнал». Некролог в «Географическом журнале» кратко суммировал биографию и экспедиционный опыт Кётлица. Супруги Кётлиц были погребены в братской могиле на масонском кладбище, и только в 1922 году У. Уоллес — настоятель церкви в Крэдоке — и капитан Ч. Ройдс (коллега Кётлица по путешествию на «Дискавери», которого он прооперировал) перезахоронили чету и объявили сбор средств на памятник. Деньги прислал и Нансен.
Реджинальд Кётлиц был забыт практически на сто лет. Г. Гали объясняет это в частности свойствами его характера, отсутствием у него способностей выгодно подать свои достижения. О том же писал Росс Макфи (Американский музей естественной истории): Кётлиц не обладал ни социабильностью, ни лидерскими качествами, и «не знал, как вести себя среди тех, кто не относился к его классу или не соответствовал интеллектуальному уровню». Это обусловило его изоляцию. Р. Макфи даже утверждал, что потенциал Кётлица как натуралиста или медика не был реализован, что и привело к его полному отказу от дальнейшей экспедиционной деятельности. В результате, если Уилсон (коллега и ассистент Кётлица) и Черри-Гаррард воспринимаются в современной историографии как фигуры, чуть ли не равнозначные Скотту и Шеклтону, то Кётлиц не удостоился такой судьбы.
Архив Кётлица и многие его вещи были унаследованы племянницей Ульрикой и возвращены в Дувр. Дж. Джонс много лет посвятил разбору документов архива, расшифровал дневники и переписку Кётлица и перепечатал их на пишущей машинке. Далее эти материалы были обработаны внучатой племянницей исследователя — Энн Кётлиц — и её супругом Обри Джонсом. В 2011 году они выпустили первую объёмную биографию Кётлица, в которой были опубликованы фотографии из семейного архива, переписка врача с Нансеном и другими учёными своего времени. В 2012—2013 годах научная биография Кётлица была уточнена Генри Гали — специалистом по медицине катастроф и полярной медицине. Зооботанические коллекции доктора, включая чучело полярного медведя с Земли Франца-Иосифа, хранятся в Музее Дувра.
Реджинальд Кётлиц, хотя и остался, по выражению Г. Гали, «любителем в науке», увековечен на географической карте и в биологической систематике. В его честь назван низменный остров в архипелаге Земля Франца-Иосифа в 9 километрах к северу от острова Гукера и в 6 километрах к западу от острова Нансена. Он отделён от острова Нансена проливом Роберта Пиля, а от острова Гукера проливом Аллен-Юнг. В Антарктиде его именем назван ледник Кётлица на юге Земли Южная Виктория, стекающий в пролив Мак-Мердо. В 1994 году его именем был назван Снежник Кётлица у истоков ледника Кётлица. Также в честь Кётлица названа каракатица Sepia koettlitzi (Sepia pharaonis), водоросль Pleurococcus koettlitzi и антарктическая цианобактерия Oscillatoria koettlitzi.

## Комментарии
1. ↑  Практически все полярники до начала 1930-х годов утверждали, что употребление сырого мяса и крови — наилучший метод борьбы с авитаминозами. Так, Н. Н. Урванцев писал: «достаточное количество свежего мяса, как в жареном, варёном виде, так и особенно сырое, служит полной гарантией от авитаминозных болезней и в частности цинги…»[15]. Опасность употребления сырого мяса, в первую очередь — из-за трихинеллёза, — была очевидна ещё в середине XIX века[16].